# 最高议会 (乌兹别克斯坦)
最高会议（乌兹别克语：Oliy Majlis）是乌兹别克斯坦的国家立法机关，实行两院制，由乌兹别克斯坦参议院和乌兹别克斯坦立法院组成。有关问题的审议规则是先由立法院进行，随后提交参议院。在总统就重大问题发表报告时，参议院和立法院可举行联席会议。会议要求公开透明。两院也可就其他重大问题举行联席会议。

## 立法院
乌兹别克斯坦共和国最高会议立法院是乌兹别克斯坦共和国最高会议的下议院。
乌兹别克斯坦共和国宪法第79条赋予立法院以绝对权力：
选举乌兹别克斯坦共和国最高会议立法院议长及其副手、各委员会主席及其副手；
根据乌兹别克斯坦共和国总检察长的陈述，解决剥夺乌兹别克斯坦共和国最高会议立法院议员豁免权的问题；
就商会活动组织和商会内部规则有关问题作出决定；
包括就政治、社会经济生活领域的一项或多项问题以及国家的内政和外交政策问题作出决定。
在2019年12月22日和2020年1月5日举行的上届议会选举中，选出了第四届乌兹别克斯坦共和国立法院。目前，立法院由五个政党组成，执政党乌兹别克斯坦中间派自由民主党和忠于政府的右翼“民族复兴”民主党为乌兹别克斯坦立法院前两大政党。左翼的社会民主党“阿多拉特”、乌兹别克斯坦人民民主党以及乌兹别克斯坦生态党认为自己是议会反对派。
| 第四届乌兹别克斯坦共和国立法院 |
| ------------------------------ |
|                                |